# Constance de Provence
Pour sa petite-fille et homonyme devenue reine de France, voir Constance d'Arles.
Constance, dite aussi "Constance de Vienne", née aux alentours de l'an 920, morte entre 963 et 966 fut comtesse d'Arles.

## Une filiation impériale?
L'abbé Maurice Chaume a le premier mis en évidence que le prénom de cette dernière renvoyait au comte de Vienne Charles-Constantin, lui-même fils d'Anne de Constantinople (fille de Léon VI) et de Louis l'Aveugle, roi de Provence (887-928), roi d'Italie (900-905) et empereur d'Occident (901-905) (fils du roi Boson).
Ainsi deux théories ont été proposées concernant le lien familial entretenu par Constance de Provence et Charles-Constantin de Vienne :
- Chaume propose qu'elle ait été la fille de Charles-Constantin[1]. Cependant l'argument onomastique souffre de la présence de plusieurs "Constance" dans les actes de Cluny entre 891 et 946[2] et de nombreux "Constantin" dont la présence resterait à expliquer ;
- Jean-Pierre Poly propose qu'elle soit la sœur de Charles-Constantin, mais son fils Guillaume le Libérateur étant né vers 950-955, elle-même n'a pas pu naître avant 910-915.

Ainsi la chronologie ne s'opposant pas à ce que Constance de Provence fût la fille de Charles-Constantin et de Thieberge de Sens, c'est cette première proposition qui est la plus communément admise. 
Elle pourrait aussi être la nièce de Charles-Constantin, mais il est très improbable que ce dernier ait eu une sœur ou un frère germain (brièveté du mariage des parents et absence dans les sources).

## Mariage et enfants

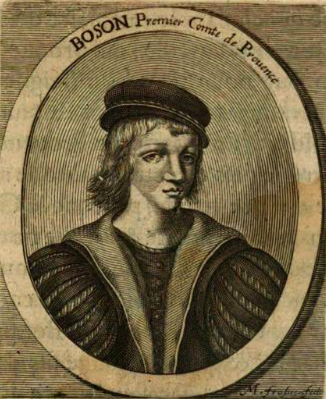
Boson II d'Arles.

Elle épousa avant 942, mais plus probablement vers 945-948 (à cause du trop jeune âge de Boson), Boson II (928 † 968), comte d'Arles, et eut deux fils :
- Rotbald (Roubaud) († 1008) ;
- Guillaume dit le Libérateur (†993), né vers 950 et mort après le 29 août 993, comte d'Arles et de Provence puis marquis de Provence en 975. Il est le père de Constance d'Arles épouse du roi Robert II de France.

## Sources
- Christian Settipani, Nos ancêtres de l'Antiquité : étude des possibilités de liens généalogiques entre les familles de l'Antiquité et celles du haut Moyen-Âge européen, Paris, Christian, 1991, 263 p. (ISBN 2864960508).
- Christian Settipani, La Préhistoire des Capétiens (Nouvelle Histoire généalogique de l'auguste maison de France, vol. 1), Villeneuve-d'Ascq, éd. Patrick van Kerrebrouck, 1993, 545 p. (ISBN 978-2-95015-093-6).